# Max Zeller-Fehr
Max Zeller-Fehr (* 5. August 1881 in Romanshorn; † 11. Januar 1954 in Winterthur) war ein Schweizer Unternehmer und Apotheker. Gemeinsam mit seinem Bruder Albert gründete er 1912 die Kollektivgesellschaft Max Zeller Söhne und wandelte die traditionelle väterliche Apotheke in ein modernes Unternehmen mit industrieller Produktion um. Zudem wurde er durch die Wiederaufnahme und Weiterentwicklung des «Zellerbalsams», des «Englischen Wunder-Balsams» seines Vaters, Maximiliam Georg (1834–1912) bekannt. Dabei setzte Zeller frühzeitig auf innovative Werbemassnahmen, darunter den «Zellerkalender» ab 1920 und die «Zeller-Nachrichten» von 1927 bis ca. 1937. Neben seiner geschäftlichen Tätigkeit engagierte er sich von 1932 bis 1954 als Mitglied des Vorstands der Thurgauer Handelskammer.

## Jugend und Geschäftsübernahme
Im Jahr vor seinem Tod übergab der 77-jährige Georg Maximilian Zeller 1911 die Apotheke in Romanshorn seinen beiden Söhnen Max und Albert. Max Zeller wuchs als elftes Kind in der traditionsreichen Apothekerfamilie auf. Nach dem Besuch der Schule in Romanshorn absolvierte er eine kaufmännische Lehre in Stuttgart und setzte seine Ausbildung in der Westschweiz sowie in der Apotheke seines Onkels Julius Gaupp in Stuttgart fort. Die Brüder erkannten das Potenzial der industriellen Produktion und entschieden sich, die Apotheke als Kollektivgesellschaft weiterzuführen. Neben der klassischen Arzneimittelherstellung entwickelten sie neue Produkte und erweiterten das Sortiment, um den steigenden Bedürfnissen der Kundschaft gerecht zu werden.

## Der Neubau und die dritte Apotheke
Mit dem wachsenden Erfolg der Unternehmung wurde mehr Platz benötigt. 1912 wurde die bestehende Apotheke um den doppelten Umfang erweitert, um die steigende Produktion unterzubringen. Um die wachsende Nachfrage zu bedienen und die Produktion zu professionalisieren, wurde 1925 eine eigene Fabrik eröffnet. Diese ermöglichte es, in grösserem Umfang zu produzieren und eine noch breitere Palette an Naturheilmitteln anzubieten.

## Frühe Werbung und der Zellerkalender
Max Zeller wusste schon von seinem Vater, dass Werbung für den Erfolg eines Unternehmens entscheidend ist. Noch vor 1920 verschickte er den ersten «Zellerkalender», einen Abreisskalender. Kunden, die im Laufe des Jahres Zeller-Produkte bestellt hatten, erhielten den Kalender kostenlos. Auch Apotheken und Drogerien händigten ihn an Käufer von Zeller-Produkten aus, sofern diese ihre Adresse hinterliessen.
Anfangs zierte den Kalender ein Gemälde, etwa von Albert Anker, um besonders die Landbevölkerung anzusprechen. 1935 wurde das Format grundlegend geändert: Statt eines einzelnen Bildes pro Jahr gab es nun wöchentliche Abreissbilder mit Gesundheitsratgeber auf der Rückseite. Eine breit angelegte Kundenumfrage hatte gezeigt, dass zwei Drittel der Teilnehmer diese Form bevorzugten. In den 1950er Jahren erreichte die Auflage mit über 330 000 Exemplaren ihren Höhepunkt. In den 1960er Jahren wurde der Kalender auf 24 Halbmonatsblätter umgestellt.

## «Der Menschenfreund» und Versandhandelsverbot
Ergänzend zu den bestehenden Werbemassnahmen veröffentlichte Zeller ab 1927 die Zeitschrift «Der Menschenfreund», die sich an gesundheitsbewusste Leser richtete. Doch kam es zu einem Rückschlag: Die Schweizer Regierung untersagte von 1930 an den Versandhandel von Arzneimitteln, was Zellers Vertrieb, der sich ganz auf Privatkunden ausgerichtet hatte, erheblich einschränkte. Nun mussten anstelle von Privaten Apotheken und Drogerien beliefert werden, was gerade auch werbetechnisch völliges Neuland bedeutete.

## Soziales Engagement und Ausscheiden Albert Zellers
Neben seiner geschäftlichen Tätigkeit war Max Zeller sozial engagiert. Er unterstützte verschiedene karitative Projekte und setzte sich für die Verbesserung der wirtschaftlichen Rahmenbedingungen in der Region ein. Im eigenen Betrieb gründete er bereits 1931 eine der ersten Pensionskassen des Kantons. 1940 entschied sich Albert Zeller nach gravierenden Differenzen mit seinem Bruder, aus der Firma auszutreten, wodurch Max Zeller alleinverantwortlich für die Geschäftsführung wurde.

## Im Zweiten Weltkrieg
Der Zweite Weltkrieg stellte das Unternehmen vor grosse Herausforderungen. Rohstoffmangel und wirtschaftliche Unsicherheiten erschwerten die Produktion. Dennoch gelang es Zeller, den Betrieb aufrechtzuerhalten und Arbeitsplätze zu sichern. Durch geschicktes Ressourcenmanagement konnte die Herstellung von Arzneimitteln trotz der widrigen Umstände fortgeführt werden.

## Familienleben
Max Zeller-Fehr war mit Emilie Fehr verheiratet, die eine zentrale Rolle in seinem Leben spielte und als ideale Lebensgefährtin beschrieben wird. Die beiden führten eine enge Beziehung, was durch die Anekdote unterstrichen wird, dass Max Zeller-Fehr seiner Frau regelmässig handgeschriebene Briefe schickte, während sie in Argentinien war. Das Ehepaar hatte einen Sohn, Maximilian Eduard Zeller, der 1940 in das Unternehmen aufgenommen wurde und später ebenfalls eine wichtige Rolle in der Firma übernahm. Emilie Zeller-Fehr war nicht nur eine wichtige Stütze für ihren Ehemann im persönlichen Bereich, sondern war auch als Aktionärin in die Unternehmensführung involviert.

## Freizeit
Max Zeller-Fehr widmete seinen Lebensabend seinen Hobbys, insbesondere der Jagd und dem Fischen. Er war passionierter Jäger und pflegte die Wildhege, während er auch fast vier Jahrzehnte lang im Flüsschen Necker fischte. In seinem grossen Garten bei der Villa Seeburg fand er Erholung. Zeller-Fehr war zudem aktiv in verschiedenen Clubs, darunter der Alpenclub, der Yacht- und Eisclub Romanshorn und der Rotary-Club Kreuzlingen.
Er starb am 11. Januar 1954 im Alter von 72 Jahren im Kantonsspital Winterthur. Sein Tod wurde als Verlust für die Gemeinschaft wahrgenommen, und sein Erbe wurde von seinem Sohn Maximilian weitergeführt.